# فكتور رودريغيز
فكتور رودريغيز (بالإسبانية: Vitaka Rodríguez)‏ (6 أغسطس 1987 سانتا كروث دي تينيريفه إسبانيا - ) هو لاعب كرة قدم إسباني يلعب كلاعب وسط.